# Lijst van straten in Terneuzen
Dit is een lijst van straten in Terneuzen in de Nederlandse provincie Zeeland met hun oorsprong/betekenis.

## 0
- 1e Verbindingsstraat - noordelijke verbinding tussen de Donze Visserstraat en de Nieuwediepstraat
- 2e Verbindingsstraat - zuidelijk evenwijdig lopend aan de 1e Verbindingsstraat

## A
- Aagje Dekenstraat - Aagje Deken (schrijfster, 1741-1804)
- Aalscholver - aalscholver, vogelsoort
- Abeelstraat - grauwe abeel, een boom uit de wilgenfamilie
- Abel Tasmanstraat - Abel Tasman, ontdekkingsreiziger
- Acaciastraat - acacia
- Achter de Kerk - achter de voormalige Sint Willibrorduskerk
- Aert van Nesstraat - Aert Jansse van Nes
- Agaatdreef - Agaat, een doorzichtige, maar soms ook opake variëteit van kwarts en een subvariëteit van chalcedoon
- Akkerwindelaan - akkerwinde, plantensoort
- Alberdingk Thijmstraat - Joseph Alberdingk Thijm, schrijver
- Alvarezlaan - Bartholomeus Alvarez, ook bekend als Hoemaecker, wiens grafsteen in de Hervormde Kerk (Noordstraat) te vinden is. De familie Alvarez speelt een belangrijke rol in de geschiedenis van Terneuzen.
- Ambachtsstraat -
- Amberboomstraat - amberboom
- Amerstraat - Amer, rivier in Noord-Brabant
- Ampèrestraat - André-Marie Ampère, natuur- en wiskundige
- Amstelstraat - rivier de Amstel
- Anjerpad - anjers
- Anna Bijnsstraat - Anna Bijns
- Archimedesstraat - Archimedes, wiskundige
- Arnelaan - Arne, voormalige rivier, mogelijk oorspronkelijk een getijdenkreek, in Nederland waaraan Middelburg werd gesticht
- Axelsestraat - richting Axel (plaats)
- Azaleastraat - azalea

## B
- Baandijk - dijk waaraan een lijnbaan was gelegen
- Bachlaan - Johann Sebastian Bach, componist
- Bakkerijstraat - tot 1881 Bakkersgang, genoemd naar de stoombakkerij "de Tijd" op de hoek van de Noordstraat
- Banckertstraat - Adriaen Banckert, admiraal
- Bartokstraat - Béla Bartók, componist
- Basaltpromenade - Basalt (gesteente)
- Beatrixstraat - koningin Beatrix der Nederlanden
- Beethovenhof - hofje van onderstaande straat
- Beethovenstraat - Ludwig van Beethoven, componist
- Begoniastraat - begonia, plantensoort
- Bellamystraat - Jacobus Bellamy, dichter
- Berkelstraat - Berkel, rivier in Duitsland en Nederland (Achterhoek)
- Berliozhof - Hector Berlioz, componist
- Bernard Zweerslaan - Bernard Zweers, componist
- Bernhardstraat - prins Bernhard van Lippe-Biesterfeld
- Betje Wolffstraat - Betje Wolff, schrijfster
- Beukenstraat - beukenboom
- Bilderdijkstraat - Willem Bilderdijk, dichter
- Blueslaan - blues, muziekstijl
- Boterbloemwei - boterbloem
- Brahmslaan - componist
- Brederostraat - Gerbrand Adriaensz. Bredero, dichter en toneelschrijver
- Breitnerstraat - George Hendrik Breitner, kunstschilder
- Briljantboog - Briljant, een diamant die op een specifieke slijpwijze is geslepen
- Brondijk -
- Brugstraat -
- Buizerd - buizerd, roofvogel
- Burgemeester Geillstraat - Johan Adam Pieter Geill, voormalig burgemeester van Terneuzen

## C
- Cederstraat - Ceder (Cedrus), geslacht van coniferen
- Celsiusstraat - Anders Celsius, astronoom
- Chopinlaan - Frédéric Chopin, componist
- Chrysantstraat - chrysant, plantensoort
- Churchilllaan - Winston Churchill, staatsman
- Claushof - Claus van Amsberg, prins der Nederlanden
- Consciencestraat - Hendrik Conscience
- Corellistraat - Arcangelo Corelli, componist
- Crocusstraat - Crocus, geslacht uit de lissenfamilie
- da Costastraat - Isaäc da Costa, dichter en historicus

## D
- Dahliastraat - dahlia, plantensoort
- de Blokken -
- de Doelderstraat -
- de Genestetstraat - Petrus Augustus de Génestet, dichter
- de Jongestraat -
- Debussyhof - Claude Debussy, componist
- Dennenstraat - grove den, soort uit de dennenfamilie
- Diamantsingel - diamant
- Diepenbrockstraat - Alphons Diepenbrock, componist
- Diezestraat - Dieze, rivier in 's-Hertogenbosch
- Dijkstraat -
- Dijkzicht -
- Dinkelstraat - Dinkel, rivier in het grensgebied van Nederland en Duitsland
- Dixielandkade - Dixieland, vroege stijl van jazzmuziek
- Dokweg - dok, soort haven
- Dommelstraat - Dommel, een waterloop in België en Nederland
- Donze Visserstraat - genoemd naar A.H. Donze en A. Visser; particulieren die in de 2e helft van de 19e eeuw tuintjes opkochten om huizen te bouwen
- Dorus Rijkersstraat - 'Opa' Dorus Rijkers (1847-1928), redder van schipbreukelingen
- Dr. Buijzestraat -
- Drebbelstraat - Cornelis Drebbel (natuurkundige, 1572-1633)
- Driewegenstraat -
- Dwarsstraat -

## E
- Edisonstraat - Thomas Edison, Amerikaans zakenman en uitvinder
- Edvard Grieghof - Edvard Grieg, componist
- Eemsstraat - Eems, water in Groningen
- Eikenstraat - Eik, geslacht van loofbomen
- Elleboog -
- Emmalaan - Emma van Waldeck-Pyrmont, koningin-regentes van Nederland
- Erasmusstraat - Desiderius Erasmus, filosoof
- Esdoornlaan - Esdoorn (geslacht), geslacht van loofbomen en heesters
- Everingen - Everingen, plaats in Duitsland
- Evertsenlaan - Johan Evertsen, zeevaarder

## F
- Fahrenheitlaan - Gabriel Fahrenheit, natuurkundige, bekend van de Fahrenheit-temperatuurschaal
- Ferdinand Bolstraat - Ferdinand Bol
- Ferlemanstraat - Willem Ferleman, Zeeuws gedeputeerde naar de Staten-Generaal
- Frans Halslaan - Frans Hals, schilder
- Frans Naereboutstraat - Frans Naerebout, loods en redder van drenkelingen.
- Franz Lisztstraat - Franz Liszt, componist
- Frederik Hendrikstraat - Frederik Hendrik van Oranje
- Frederik van Eedenstraat - Frederik van Eeden, schrijver

## G
- Galvanistraat - Luigi Galvani, arts en natuurwetenschapper
- Gentiaanstraat - gentiaan
- Geraniumstraat - Geranium, plantengeslacht uit de Ooievaarsbekfamilie
- Geulstraat - Geul, rivier in België en Nederlands-Limburg
- Goudenregenstraat - goudenregen, plant uit de vlinderbloemenfamilie die zijn naam dankt aan de lange hangende bloemtrossen.
- Goudsbloemstraat - Goudsbloem (geslacht) (Calendula)
- Gouwestraat - Gouwe, gekanaliseerde rivier in de provincie Zuid-Holland
- Gravin Mariaweg - Maria van Nassau
- Grenulaan -  A.C.N. Grenu, particulier uit Terneuzen die deze straat eind 19e eeuw heeft laten aanleggen
- Grevelingen - een vroegere zeearm van de Noordzee in Zuidwest-Nederland, zie Grevelingenmeer
- Guido Gezellestraat - Guido Gezelle

## H
- Händellaan - Georg Friedrich Händel, componist
- Haringvliet - Haringvliet (zeearm), zeearm tussen Voorne-Putten, de Hoeksche Waard en Goeree-Overflakkee
- Havenstraat -
- Hendrikstraat -
- Herengracht -
- Herman Heijermansstraat - Herman Heijermans, schrijver
- Hobbemastraat - Meindert Hobbema, kunstschilder
- Hoefbladstraat - hoefblad
- Hogendijk -
- Hondiusstraat - Henricus Hondius, cartograaf
- Hondsdraflaan - hondsdraf, plantensoort
- Hoofdstraat -
- Houtmanstraat - Cornelis de Houtman, ontdekkingsreiziger
- Huijgensstraat - Christiaan Huygens, natuurkundige
- Huizingaplein - Johannes Huizinga, voormalig burgemeester van Terneuzen
- Hunzelaan - Hunze, rivier in Drenthe en Groningen

## I
- Iepenlaan - iep, loofboom
- IJsbaanstraat -
- IJsselstraat - IJssel, Nederlandse rivier
- Industrieweg -
- Irenestraat -

## J
- Jacob Catsstraat - Jacob Cats, Nederlands dichter en jurist
- Jacob van Heemskerkstraat -
- Jacob van Lennepstraat - Jacob van Lennep, Nederlands schrijver
- Jacobsschelp - Grote mantel (Pecten maximus), de eigenlijke sint-jakobsschelp
- Jacobus van Looystraat - Jacobus van Looy, Nederlands schilder en schrijver
- Jan Steenstraat - Jan Steen, schilder
- Jan van Galenstraat - Jan van Galen
- Jan van Rompustraat -
- Javahof - Java, eiland in Indonesië
- Jazzsingel - jazzmuziek
- Jeroen Boschstraat - de schilder Jheronimus Bosch
- Johan Willem Frisostraat - Johan Willem Friso
- Johannes Vermeerstraat - Johannes Vermeer, schilder
- Josef Haydnstraat - Josef Haydn, componist
- Jozinastraat -
- Juliana van Stolbergstraat - Juliana van Stolberg
- Julianastraat -

## K
- Kaardebolstraat - kaardebol, plantennaam
- Kamerlingh Onnesstraat - Heike Kamerlingh Onnes, Nederlands natuurkundige en Nobelprijswinnaar
- Kamillestraat - kamille
- Kandeelstraat - kandeel, een der oudste straten in de vestingstad. In de 19de eeuw stond er een schoolgebouw.[1]
- Karel Doormanlaan - Karel Doorman
- Kastanjelaan - kastanje
- Katspolderlaan - Katspolder (Terneuzen)
- Kazernestraat -
- Keeten -
- Kerkepad -
- Kerkhoflaan -
- Klaassenstraat -
- Klaprooslaan - klaproos
- Knapzakweg -
- Koegorsstraat -
- Kokkeldreef - kokkel
- Koninginnelaan -
- Koolmees - koolmees
- Koraalsingel - koraal (zoölogie), verzamelnaam voor verschillende bloemdieren, die een skelet maken
- Korenbloemstraat - korenbloem
- Korte Dijkstraat -
- Korte Kerkstraat -
- Kortenaerlaan - Egbert Bartolomeusz Kortenaer, Nederlands admiraal en zeeheld
- Kraagdijk -
- Krammer - Het Krammer is het westelijk deel van het water, dat oostelijk Volkerak heet. Tussen het Krammer en het westelijk gelegen Grevelingenmeer ligt de Grevelingendam.
- Kreekzicht -
- Kristaldreef -

## L
- Laan van Othene - Othene, voormalige buurtschap in de gemeente Terneuzen
- Lange Kerkstraat -
- Lange Reksestraat -
- Langs de Kreek -
- Larixstraat - larix, naaldboom
- Leeuwenlaan -
- Lekstraat - Lek (rivier)
- Leliestraat - Lelie, plantengeslacht
- Lindenlaan - Linde, loofboom
- Lingestraat - Linge, Nederlandse rivier
- Lorentzlaan - Hendrik Lorentz, Nederlands natuurkundige en Nobelprijswinnaar

## M
- Maassingel - Maas, rivier
- Madame Curiestraat - Marie Curie
- Margarethaplein - Margaretha van Parma, landvoogdes
- Margarethaweg -
- Margrietstraat - Margriet der Nederlanden, derde dochter van koningin Juliana der Nederlanden en Bernhard van Lippe-Biesterfeld
- Marijkestraat -
- Marisstraat - Jacob Maris, schilder
- Markt -
- Martinus Eijkestraat -
- Mascagnistraat - Pietro Mascagni, Italiaans componist
- Mastgat -
- Mauritsstraat -
- Mauvestraat - Anton Mauve, schilder
- Meerkoet - meerkoet, vogelsoort
- Meidoornstraat - meidoorn, plantensoort
- Merwedelaan - Merwede
- Michiel de Ruijtersingel - Michiel de Ruyter
- Molenwerf -
- Mosseldreef - Mossel (weekdier), een in zee levend tweekleppig weekdier
- Mozarthof - componist
- Mr. F.J. Haarmanweg - Frans Haarman, plaatsvervangend hoofd van de afdeling Regionale Industriezaken van het Ministerie van Economische Zaken, die veel heeft betekend voor de regionale industrialisatie

## N
- N.J. Hartestraat -
- Narcisstraat - narcis, plantensoort
- Nassaustraat -
- Newtonstraat - Isaac Newton, natuurkundige
- Nicolaas Beetsstraat - Nicolaas Beets, schrijver
- Nieuwediepstraat - Nieuwediep, dorp in Drenthe
- Nieuwstraat -
- Noordhof -
- Noordstraat - Noord, water bij Dordrecht
- Noteneeweg -

## O
- Oesterdreef - gewone oester
- Oesterputten -
- Offenbachstraat - Jacques Offenbach, Franse componist en cellist van Duits-Joodse afkomst
- Oleanderstraat - oleander, plantennaam
- Olmenstraat - iep of olm, loofboom
- Ooievaar - ooievaar, vogelsoort
- Oostelijk Bolwerk -
- Oosterscheldestraat - Oosterschelde
- Opaaldreef - opaal
- Oranjestraat -
- Otheensedreef - kreek in Zeeuws-Vlaanderen, genoemd naar het dorpje Othene
- Oude Vaart -
- Oudelandseweg -

## P
- P.C. Hooftstraat - Pieter Corneliszoon Hooft, geschiedkundige, dichter, toneelschrijver
- Parelmoerboog -
- Parkhove -
- Pelmolengang - pelmolen
- Peter van Anrooylaan - Peter van Anrooy, Nederlands componist en dirigent
- Pieter de Hooghstraat - Pieter de Hoogh
- Pijnboomstraat - pijnboom, boomsoort
- Plataanstraat - plataan, loofboom
- Platschelp -
- Polenweg -
- Populierenstraat - populier, geslacht van loofbomen uit de wilgenfamilie
- Potgieterstraat - Everhardus Johannes Potgieter, Nederlandse schrijver
- Professor Zeemanstraat - Pieter Zeeman, Nederlands natuurkundige en Nobelprijswinnaar
- Prunusstraat - prunus, loofboom

## R
- Ravelijn - Ravelijn, buitenring van het bolwerk
- Reaumurstraat - René-Antoine Ferchault de Réaumur, Frans natuuronderzoeker
- Reggestraat - Regge, rivier in Overijssel
- Reiger - reigers, vogelfamilie
- Rembrandtlaan - Rembrandt van Rijn, schilder
- Reuzenhoeksedijk -
- Rijnstraat - Rijn, rivier
- Rivierenpark -
- Robijnboog - Robijn, variëteit van het mineraal korund die onder andere als edelsteen wordt toegepast.
- Rodenbachstraat - Albrecht Rodenbach, dichter en voorman van de vroege Vlaamse beweging
- Roerdomp - roerdomp, watervogel
- Roerstraat - Roer, zijrivier van de Maas
- Roodborstje - roodborst, vogelsoort
- Roompot - Roompot, vaargeul in de Oosterschelde
- Rosegracht -
- Rossinistraat - Gioacchino Rossini Italiaanse componist
- Rozenpark - rozen
- Rozenstraat

## S
- Saffierdreef - saffier, edelsteen
- Scheldekade - Schelde, rivier in Noord-Frankrijk en Vlaanderen
- Schelpenhoek -
- Schelpenlaan -
- Schependijk -
- Schoollaan -
- Schoolplein -
- Schoolweg -
- Schuberthof - Franz Schubert, componist
- Schubertstraat - Franz Schubert, componist
- Schumannstraat - Robert Schumann, componist
- Serlippensstraat - Ser Lippens, geslacht dat zich in 1532 in Axel vestigde
- Simon Stevinhof - Simon Stevin, ingenieur
- Sint Annastraat - Anna, de moeder van Maria (moeder van Jezus)
- Sloelaan - Sloe, voormalig vaarwater tussen Walcheren en Zuid-Beveland
- Smaragdboog - smaragd, edelsteen
- Snelliusstraat - Snellius, Willebrord Snel van Royen, Nederlandse wis- en natuurkundige en astronoom, bekend van de Wet van Snellius.
- Spaarnestraat - Spaarne, water bij Haarlem
- Sperwer - Sperwer (roofvogel)
- Spuistraat - Spui, dorp in de gemeente Terneuzen
- Stadhuisplein -
- Staringstraat - Anthony Christiaan Winand Staring, schrijver
- Stationsweg -
- Steenarend - steenarend, vogel
- Steenkamplaan -
- Stijn Streuvelsstraat - Stijn Streuvels
- Stuvesande -
- Summertimeplein -
- Swammerdamstraat - Jan Swammerdam, Nederlandse natuurwetenschapper, die het mechanisme van de ademhaling beschreef
- Sweelinckhof - Sweelinck, Nederlands componist

## T
- Tamarindestraat - tamarinde tropische boom uit de familie van de Vlinderbloemen
- Tapijtschelp - tapijtschelp
- Tholensstraat - Dignus Tholens, particulier die deze straat omstreeks 1890 liet aanleggen
- Toermalijnsingel - Toermalijn, groep van mineralen
- Tooropstraat - Toorop, schilder
- Tramstraat -
- Transportstraat -
- Trompstraat - Maarten Tromp, admiraal
- Tuinstraat -
- Tulpstraat - tulp, geslacht van eenzaadlobbige planten uit de Leliefamilie

## V
- Valeriaanstraat - valeriaan, plant
- Van Bovenstraat - J.A. van Boven, voormalig burgemeester van Terneuzen
- Van Brakelstraat - Jan van Brakel, Nederlands vlootvoogd
- Van Cantfortstraat -
- Van der Peijlstraat -
- Van der Waalsstraat - Johannes Diderik van der Waals, Nederlands natuurkundige en Nobelprijswinnaar
- Van Diemenstraat - Antonio van Diemen, gouverneur-generaal der VOC
- Van Kinsbergenlaan - Jan Hendrik van Kinsbergen, graaf van Doggersbank, Nederlandse zeeofficier, auteur en filantroop
- Van Riebeeckstraat - Jan van Riebeeck
- Van Speykstraat - Jan van Speijk, Nederlands kanonneerbootcommandant tijdens de Belgische opstand
- Van Swietenstraat - Adriaen van Swieten, een van de leiders van het verzet in het begin van de Tachtigjarige Oorlog
- Van Swindenstraat - Jean Henri van Swinden, Nederlands wis- en natuurkundige
- Vechtstraat - Utrechtse Vecht, rivier in Utrecht
- Verbindingsstraat -
- Verdistraat - Giuseppe Verdi, componist
- Verkorting -
- Verlengde van Steenbergenlaan -
- Vijverhof -
- Vincent van Goghstraat - Vincent van Gogh, schilder
- Vissteeg - De eerste bebouwing met arbeiderswoningen vond plaats rond 1840, tot die tijd lagen er tuinen.[2]
- Vlietstraat -
- Vlooswijkstraat - de nabijgelegen Vlooswijkpolder
- Vogellaan -
- Volkerak - Volkerak
- Voltastraat - Alessandro Volta, Italiaans natuurkundige, bekend door zijn ontdekking van de elektrische batterij (Zuil van Volta)
- Vondelstraat - Joost van den Vondel, dichter en toneelschrijver
- Vrijheidslaan -

## W
- Wagnerhof - Richard Wagner, componist
- Walstraat - vestingwal die daar is aangelegd tussen 1833 en 1939
- Waterfront -
- Waterhyacint -
- Waterlelie - waterlelie
- Watermunt - watermunt
- Waterviolier - waterviolier
- Westkolkstraat -
- Wielewaal - Wielewaal (zangvogel)
- Wilgenplantsoen - Wilg, geslacht van bomen en struiken
- Wilhelminaplantsoen -
- Willem Alexanderlaan - koning Willem-Alexander der Nederlanden
- Willem Andriessenlaan - Willem Andriessen, componist
- Willem Barentszstraat - Willem Barentsz, ontdekkingsreiziger
- Willem de Zwijgerlaan - Willem de Zwijger, alias Willem van Oranje
- Willem Kloosstraat - Willem Kloos, dichter
- Witte de Withstraat - Witte de With, zeevaarder
- Wolverineslaan -

## Z
- Zaanstraat -
- Zandkreek -
- Zandstraat -
- Zeevaartweg -
- Zeldenrustlaan - hoeve Zeldenrust
- Zeven Triniteitsstraat - Triniteit, polder en wijk in Terneuzen
- Zijpe - Zijpe, water in Zeeland
- Zonnebloemstraat -
- Zuiderparklaan -
- Zuidlandstraat